# Vezot

Vezot este o comună în departamentul Sarthe, Franța. În 2009 avea o populație de 64 de locuitori.